# كالا
كالا تورينغن (بالألمانية: Kahla) هي بلدة ألمانية تقع في ألمانيا في تورينغن.  يقدر عدد سكانها بـ 7,388 نسمة .

## المدن التوأمة
مدينة شورندورف هي مدينة توأمة لـكالا تورينغن.

## أعلام
- يوهان والتر
- بول غونتر لورنتز